# Adolphe Thiers
Marie Joseph Louis Adolphe Thiers (Marseille, 1797. április 14. – Saint-Germain-en-Laye, 1877. szeptember 3.) francia államférfi, országának első köztársasági elnöke és történetíró.

## Pályafutása
Jogot végzett Aix-ben és ugyanott az ügyvédi pályára lépett, de már 1821-ben elhagyta ezt, és szegénysége dacára Párizsban próbált szerencsét. Sikerült neki az alkotmányos Constitutionnel szerkesztőségébe jutnia, ahol cikkeivel rövid idő alatt hírnevet szerzett, idővel pedig Talleyrand támogatásával a lap szerkesztője lett. Az 1820-as évek végén mint történetíró is megalapozta hírnevét az Histoire de la révolution française című munkával (Párizs, 1823-27., németül: 1827). 1830. január 1-jétől a Constitutionnelnek hátat fordítva, Odilon Barrot és Armand Carre társaságában a teljesen független Nationalt indította meg, amelynek hasábjain az álparlamentáris Jules de Polignac vezette kormány ellen erős támadásokat intézett.
Amikor a Polignac-kormány három hírhedt rendelettel az ellenzéki mozgalmat meg akarta fékezni (1830. július 26.), a szabadelvű ellenzéki lapok szerkesztői Thiers elnöklete alatt szövegezték meg azt a lendületes tiltakozást, amely után a júliusi forradalom kitört. X. Károly bukása után az új kormányforma kérdése foglalkoztatta a gondolkodókat. Thiers is azokkal tartott, akik a sokak által követelt köztársaságban veszedelmet látván, az alkotmányos monarchia, illetőleg Orléansi Lajos Fülöp trónjelöltsége mellett kardoskodtak. Thiers-t erre az államtanács tagjává és pénzügyminisztériumi főtitkárrá tették, 1830 novemberében pedig helyettes államtitkárrá. Azonfelül Aixben képviselőnek választatta magát és ezzel arra a küzdőtérre lépett, amelyen szónoki tehetsége a legfényesebb diadalokat aratta.

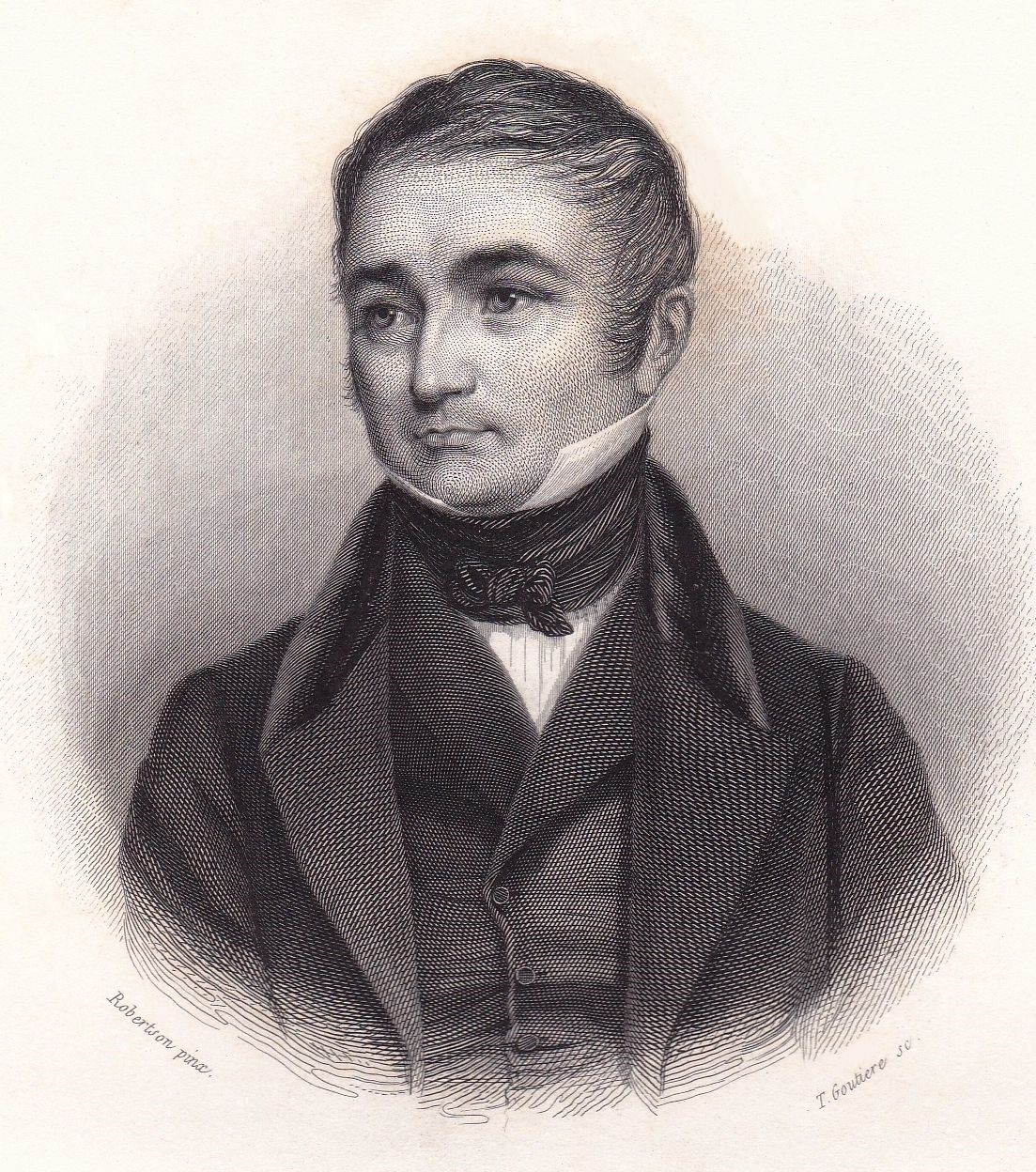
Thiers ifjúkorában

Périer halála után belügyminiszterré lett (1832. október 10.), ezt a tárcát azonban, nem értvén egyet minisztertársaival, decemberben a kereskedelem és a közmunkák tárcájával cserélte fel. Amikor 1836-ban, mint újonnan kinevezett külügyminiszter a spanyol szabadelvűekkel rokonszenvezett, Lajos Fülöp 1836. augusztus 26-án elbocsátotta. Thiers erre azonnal az ellenzék élére állott és utódát, Molét, aki Lajos Fülöp inasának szerepére vállalkozott, nemkülönben magát a királyt arra oktatta, hogy az alkotmányos monarchiában „le roi regne, il ne gouverne pas" („a király uralkodik és nem kormányoz"), ami azután szállóigeként bejárta a kontinenst. Elvégre a különböző pártok fejei: Guizot és Barrot Thiers-vel szövetkezvén, Molét leszavazták és miután a Soult-féle kabinet sem volt életképes, Thiers nyerte el újból, 1840. március 1-jén a miniszterelnöki széket és a külügyi tárcát.
Közkegyelemben részesítette a forrongó köztársasági párt vezéreit és visszahozatta Szent Ilona szigetéről Napóleon hamvait. Ezzel a császár-kultuszt új életre ébresztette, és a saját népszerűségét növelte, de a júliusi dinasztiának ártott.
Az 1848-as köztársaság kikiáltása után Thiers-t a nemzetgyűlésbe választották, ahol mint a mérsékelt alkotmányos pártiak vezére nemcsak a radikális és szocialista képviselőkkel, hanem a bonapartistákkal szemben is megvédte függetlenségét. Az elnökválasztáskor Thiers (akit a legtöbben az Orléans-párt hívének tartottak) Napóleon hercegre szavazott. Amikor az új elnök a pápa világi hatalmát francia katonák által helyreállította, Thiers ezt helyeselte és a köztársasági és szocialista vezérek üldözését sem ellenezte. Amikor pedig Barrot miniszter Kossuth Lajos miatt, akit Törökország kiadni vonakodott, Ausztriának és Oroszországnak háborút akart üzenni, Thiers Napóleonnal egyetértve, ezt mindenképen ellenezte.
Idáig tehát híve volt az új elnöknek, de mihelyt észrevette, hogy Napóleon a parlamentáris útról letér, ellene fordult és a nemzetgyűlésben megtámadta. Az államcsíny éjjelén Thiers-t is letartóztatták és száműzetésre ítélték. Thiers erre Angliába távozott, majd Svájcban és Felső-Olaszországban időzött és egész idő alatt nagy munkáján dolgozott. Ez a mű az Histoire du Consulat et de l'Empire volt (20 kötet, Páris 1845-62).
1852-ben III. Napóleon megengedte, hogy a császár-kultusz és az imperializmus lendülete körül érdemet szerzett tudós történelmi tanulmányai céljából Franciaországba visszatérhessen. Thiers ekkor Párizsban telepedett le, munkájának szentelve minden idejét. Csak 1863-ban lépett ismét a politikai küzdőtérre, amelyen régibb diadalait újakkal szaporította. Abban az évben Párizsban ellenzéki program alapján a törvényhozó testületbe választották, ahol a kis számú ellenzék sorában a második császárság bűneit ostorozta. Az 1869-es választások után Thiers is Émile Ollivier-be vetette reményét. Az 1870-es német háború kitörésekor pedig ama csekély számú képviselők közé tartozott, akik a háborút ellenezték.
A császárság bukása után Thiers az ideiglenes kormány megbízásából és hazafias kötelességtudásának engedve, körútra indult az európai udvarokhoz, hogy azoknak közvetítését kikérje, de Londonban és Szentpéterváron éppen úgy zárt ajtókra talált, mint Bécsben és Firenzében. A Bordeaux-ban gyülekező nemzetgyűlés 1871. február 17-én majdnem egyhangúlag a végrehajtó hatalom fejévé választotta, mire Thiers különböző pártokból állította össze első kormányát, fő feladatának pedig a béke helyreállítását tekintette. Személyesen utazott Jules Favre-ral Versailles-ba, ahol kedvezőbb feltételek reményében napokig alkudozott Otto von Bismarckkal. Végül február 26-án létrehozta a békét, melyet azután a nemzetgyűlés is elfogadott.

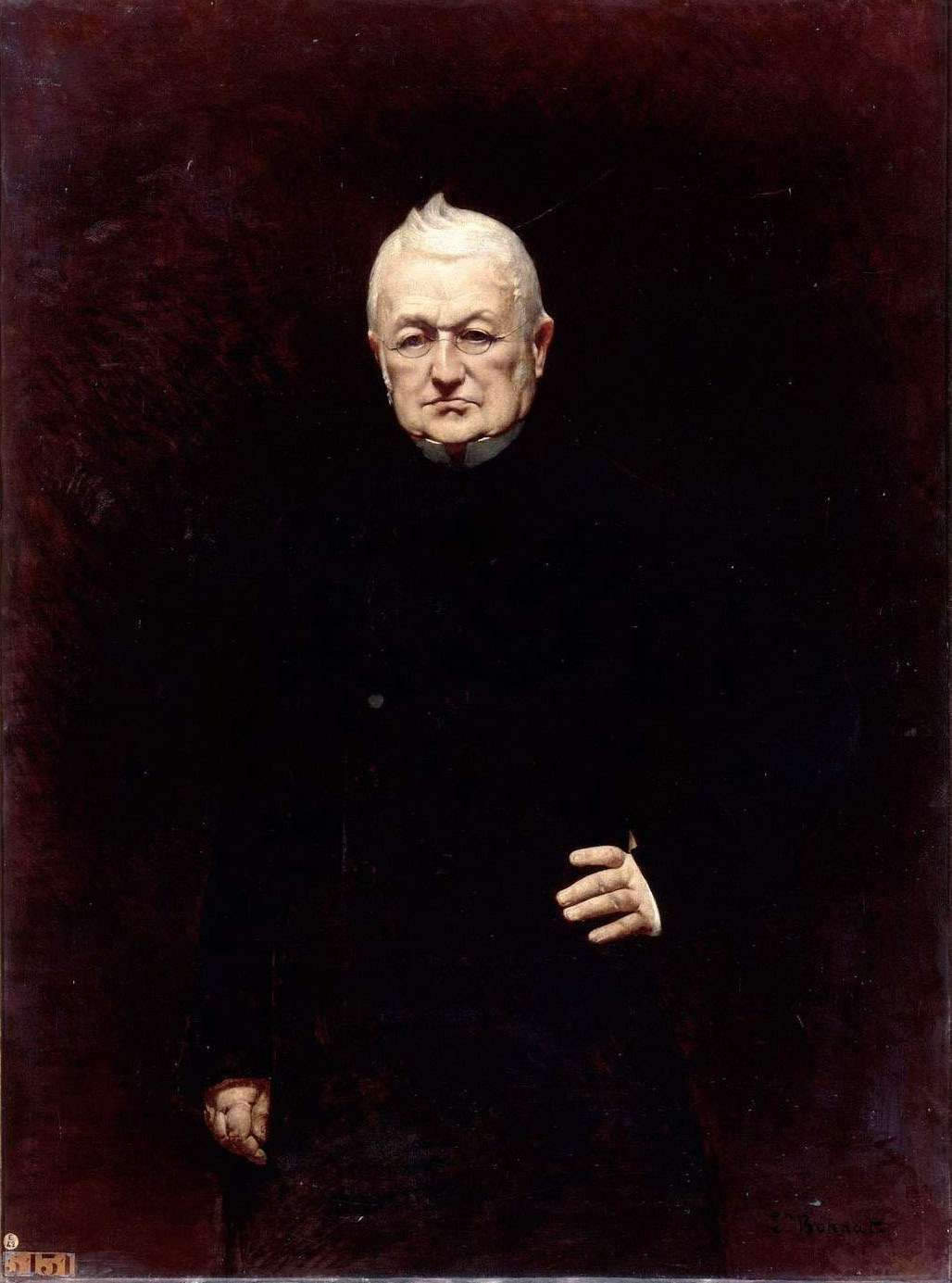
Thiers időskori portréja

Alighogy a gyűlés Thiers indítványára Versailles-ba tette át székhelyét, máris kikiáltották a kommünt Párizsban (március 18.). Thiers egy pillanatig sem habozott a forradalmat katonai erővel és minden eszközzel leverni, ami azonban csak lassan sikerült. A kommün elnyomása után feloszlatta a Szajna-département kétes viselkedésű, gyáva nemzetőrségét és az elfogott felkelők megfenyítését rendelte el. A béke végleges aláírása után bámulatos tevékenységet fejtett ki, hogy a roppant hadisarc minél hamarább való megfizetésével hazáját a német megszállástól megszabadítsa, ami a várakozásokat messzire felülmúló mértékben sikerült is. Thiers tekintélye és hírneve nagyban elősegítette e példátlan pénzügyi sikert.
1871. augusztus 31-én a nemzetgyűlés Thiers-t 491 szavazattal 93 ellenében a francia köztársaság elnökévé választotta, mégpedig három évre. Ebben az állásban, az alkotmánynak megfelelően, kevésbé folyt bele a kormányzat ügyeibe, de a milliárdos kölcsön lebonyolítása, az új véderőtörvény és általános katonakötelezettség keresztülvitele érdekében személyesen exponálta magát. Ebbeli sikereire támaszkodván, elnöki leiratában 1872. november 11-én arra szólította fel a nemzetgyűlést, hogy a köztársaságot most már véglegesen proklamálja és ezzel kapcsolatban alkotmányos reformokat hozott javaslatba. De ezzel magára zúdította a monarchista és klerikális többség haragját, mely felismerte, hogy Thiers-től hasztalan reméli a monarchia helyreállítását. Az 1873. május 18-án felmerült parlamentáris válságot olyformán oldotta meg, hogy az új kormányt tisztán mérsékelt köztársaságiakból alakította meg: a többség az új kabinetet leszavazta. Thiers levonta e szavazás konzekvenciáit és azt hangoztatván, hogy a monarchiát ez idő szerint képtelenségnek tartja, saját lemondását jelentette be, amit a nemzetgyűlés május 24-én 360 szavazattal 339 ellenében elfogadott. Ezentúl csak ritkán lépett a szószékre, de a mérsékelt köztársaságot tartván Franciaországban egyedül lehetségesnek, annak szervezésében mindvégig részt vett.
Az új választások küszöbén Thiers falusi birtokán meghalt. A köztársasági párt a lehető legnagyobb pompával kísérte sírjához (a Père Lachaise-be), ami a kormányt arra bírta, hogy a gyászszertartástól távol maradjon. Nem sokkal halála után Nancyban és Saint-Germain-en-Laye-ban szobrot állítottak neki.
Özvegye, Dosne Eliza, 1880. december 12-én halt meg, gyermekük nem volt.
A Magyar Tudományos Akadémia 1864-ben Thiers-t tagjai közé választotta.

## Magyarul megjelent művei
- I. Napoleon Szent-Ilona szigetén; ford. Vajda János; Ráth, Pest, 1864
- I. Napoleon első trónlemondása. Elba sziget. Visszatérés; ford. Vajda János; Ráth, Pest, 1865
- Marie Joseph Louis Adolphe Thiers–François Guizot–Pierre Paul Royer-Collard: Három beszéd a felsőházról; ford. Keszler József, bev. Trefort Ágoston; Egyetemi Ny., Bp., 1883
- Waterloo; ford. Vajda János; Ráth, Bp., 1888

## Kapcsolódó szócikk
- Franciaország elnökeinek listája

| Elődje: – (Második Császárság) | A Francia Köztársaság elnöke 1871 – 1873 | Utódja: Patrice de Mac-Mahon |